# 大平顶山国家森林
大平顶山国家森林（英語：Grand Mesa National Forest）是美国的一座国家森林，位于科羅拉多州的西部梅薩縣、德爾塔縣和加菲爾德縣县境内，面积1,402.46平方公里，北接怀特河国家森林，东邻甘尼森国家森林。